# Marita Zafra
Marita Zafra (Madrid, 10 aprile 1994) è un'attrice e ballerina spagnola, nota per aver interpretato il ruolo di Casilda Escolano Ibáñez nella soap Una vita.

## Biografia
Marita Zafra è nata il 10 aprile 1994 a Madrid, dall'attrice Luisita Zafra e ha quattro fratelli: due dei quali si chiamano Alberto e Virginia.

## Carriera
Marita Zafra fin da quando era piccola ha coltivato la passione per la danza, si è allenata ogni giorno e con estrema dedizione, in modo da poter diventare una ballerina professionista. Successivamente, decide di studiare le arti teatrali e la danza classica al Carmina Ocaña, danza contemporanea al conservatorio di danza professionale di Madrid e danza spagnola al Carmen Roche.
Successivamente, ha fatto parte del cast dello spettacolo teatrale Woyzeck, diretto da Gerardo Vera, presso il teatro María Guerrero.
Dopo aver partecipato ad alcuni spettacoli della madre, ha deciso di dedicarsi alla recitazione. Ha recitato nel teatro amatoriale nel Mago di Oz, con il ruolo di Doroty.
Nel 2011 è entrata a far parte nel cast della serie televisiva Cuéntame cómo pasó, dove ha interpretato il ruolo di Marta. Nello stesso anno ha interpretato il ruolo di Asun da giovane nella serie Madres. Nel 2015 ha partecipato al programma televisivo Cine de barrio.
Il suo più grande successo è arrivato dal 2015 al 2021 quando ha interpretato il ruolo della domestica Casilda Escolano Ibáñez nella soap opera in onda su La 1 Una vita e dove ha recitato insieme ad attori come Sandra Marchena, Mariano Llorente, Jorge Pobes, Alba Brunet, Carlos Serrano-Clark, Amparo Fernández, Inma Pérez-Quirós, David Venancio Muro, Rebeca Alemañy, Javi Chou, Jona García e Trisha Fernández.

## Filmografia

### Televisione
- Cuéntame cómo pasó – serie TV (2011)
- Madres – serie TV (2011)
- Una vita (Acacias 38) – soap opera, 1483 episodi (2015-2021)

## Teatro
- Woyzeck, diretto da Gerardo Vera, presso il teatro María Guerrero
- Mago di Oz

## Programmi televisivi
- Cine de barrio (2015)

## Doppiatrici italiane
Nelle versioni in italiano dei suoi film e delle sue serie TV, Marita Zafra è stata doppiata da:
- Tiziana Martello[25] in Una vita[26]